# Jeszywas Chachmej Lublin
Jeszywas Chachmej Lublin, hebr. ישיבת חכמי לובלין (Lubelska Szkoła Mędrców) – założona w Lublinie przez rabina Majera Jehudę Szapirę w 1930 roku była największą uczelnią talmudyczną na świecie.

## Architektura

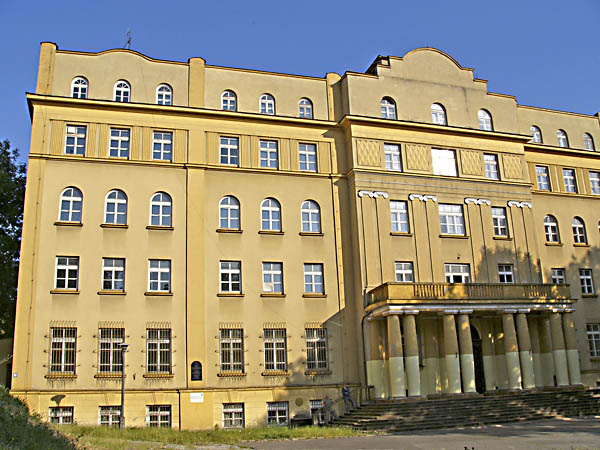
Budynek w 2005

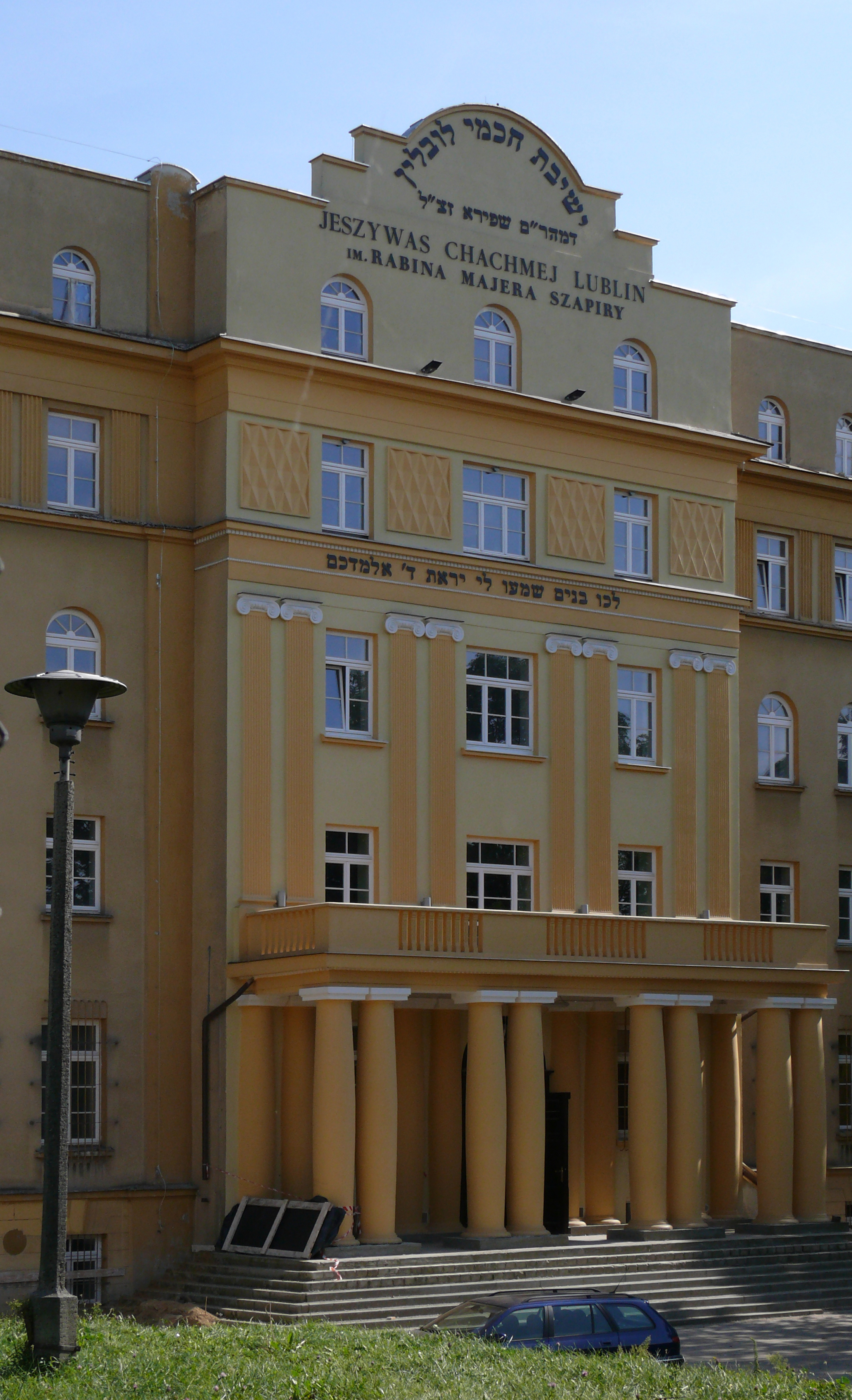
Odnowiony fronton

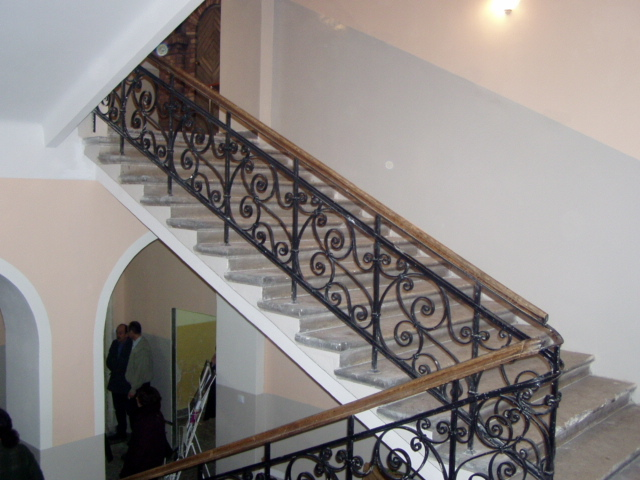
Klatka schodowa

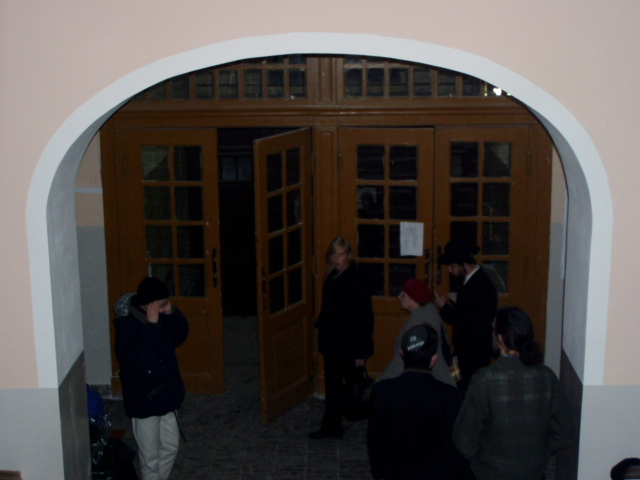
Drzwi przedsionkowe

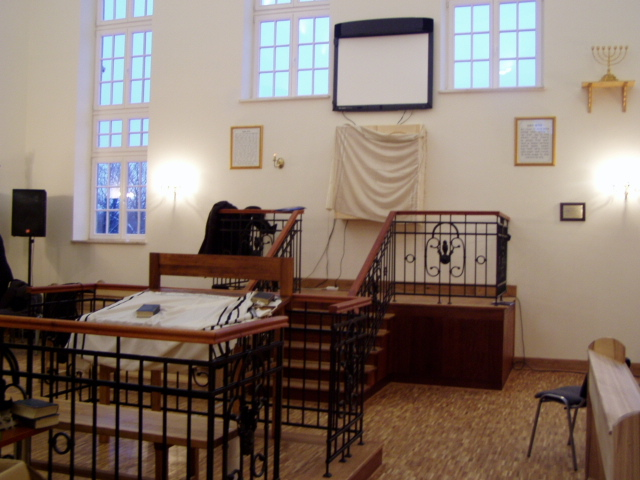
Synagoga

Monumentalny, sześciokondygnacyjny gmach jesziwy został zaprojektowany przez Agenora Smoluchowskiego. Prowadziła do niego szeroka, stylowa brama za którą znajdował się rozległy plac z kwietnikami i rzędami drzew. Nad portykiem umieszczony był złoty napis po hebrajsku: לכו בנים שמעו לי יראת ד׳ אלמדכם (pol. Pójdźcie synowie, słuchajcie się mnie! Nauczę was bojaźni Bożej!, Ps 34:12). Powyżej na zwieńczeniu znajdował się napis po hebrajsku i jego polska transkrypcja w wymowie aszkenazyjskiej: Jeszywas Chachmej Lublin, do którego po śmierci założyciela szkoły dodano: im. Rabina Majera Szapiry. Na bocznych fasadach umieszczono po hebrajsku dwie daty według kalendarza żydowskiego upamiętniające wmurowanie kamienia węgielnego – Lag baOmer 5684 (22 maja 1924) – oraz otwarcia uczelni – 28 siwan 5690 (24 czerwca 1930) – wraz z numerami odpowiadających im kart Daf Jomi.

## Okoliczności powstania
Budowa jesziwy wymagała znacznych nakładów finansowych. Nie mogąc zgromadzić w kraju wystarczających środków, rabin Szapira postanowił poprosić o wsparcie społeczność żydowską na świecie. W latach 1924–1925 odwiedził Niemcy, Czechosłowację, Austrię, Holandię, Belgię, Szwajcarię, Francję i Wielką Brytanię, gdzie udało mu się zebrać około 12,5 tysiąca dolarów.
W roku 1926 wyjechał na półtora roku do Stanów Zjednoczonych i Kanady. Ostatecznie dzięki licznym wykładom i przemówieniom na budowę jesziwy zebrał niebagatelną sumę ponad 50 tys. dolarów.

## Księgozbiór
Zebrany w jesziwie księgozbiór liczył 22 tys. pozycji książkowych, głównie literatury rabinicznej i 10 tys. czasopism. Pośród książek znajdowało się wiele starodruków i cennych rękopisów. Większość książek została spalona przez niemieckich okupantów w 1940 roku. Cenniejsze pozycje przenieśli oni do biblioteki miejskiej im. H. Łopacińskiego i Muzeum Lubelskiego. Ich dalszy los jest mało znany. Bardzo niewielka część tych zbiorów znajduje się obecnie w synagodze Chewra Nosim przy ul. Lubartowskiej 8. Docelowo mają powrócić do remontowanego gmachu jesziwy, gdzie planowane jest ponowne otwarcie biblioteki. W środowiskach antykwarycznych na świecie, od czasu do czasu pojawiają się na aukcjach pojedyncze, uważane za zaginione, egzemplarze pochodzące z przedwojennego księgozbioru jesziwy. Nie wiadomo jednak, kto i kiedy wywiózł je z Polski.

## Historia powojenna
Po zakończeniu wojny budynek jesziwy przejęła Akademia Medyczna w Lublinie, która urządziła w nim Collegium Maius. Pomieszczenie po synagodze wyremontowano i dostosowano do potrzeb auli. Zmieniono wówczas kolorystykę ścian i kolumn oraz zamurowano okna znajdujące się na ścianie wschodniej.
W 1964 roku The Theological Seminary Yeshivath Chachmey z Michigan otrzymało za budynek odszkodowanie w wysokości ok. 177 tys. ówczesnych dolarów.
W latach 80. XX wieku w jednym z mniejszych pomieszczeń założono izbę pamięci. Gromadzono w niej pamiątki dotyczące Żydów. Można było tam się pomodlić.
Jesienią 2003 roku gmach został oddany Gminie Wyznaniowej Żydowskiej w Warszawie (z filią w Lublinie). W odzyskanym budynku utworzono biuro głównej siedziby filii. W maju 2005 roku, gdy zostało wybudowane nowe Collegium Maius przy ul. Jaczewskiego, Akademia Medyczna opuściła mury Jeszywasu.
22 stycznia 2006 roku otwarto wyremontowaną siedzibę lubelskiej filii Gminy Wyznaniowej oraz małą synagogę ulokowaną na parterze budynku. Na uroczystości przybyli przedstawiciele społeczności żydowskiej, środowisk uniwersyteckich i kulturalnych, naczelny rabin Polski Michael Schudrich, który przywiózł zwoje Tory do Lublina, Piotr Kadlčik, Roman Litman, ambasador Izraela Dawid Peleg, arcybiskup Józef Życiński, Andrzej Boublej, przedstawiciel arcybiskupa prawosławnego Abla, władze miejskie i samorzadowe, mieszkańcy Lublina oraz inni goście. Po ceremonii i przybiciu mezuzy do framugi drzwi przez Michaela Schudricha w domu modlitwy odbyło się popołudniowe nabożeństwo z udziałem przybyłych gości. Wobec braku mechicy, kobiety nie brały udziału w nabożeństwie.
Już wcześniej budynek był często odwiedzany przez grupy Żydów z całego świata. Według planów w podziemiach budynku ma powstać pierwsze w Europie Muzeum Chasydyzmu. 11 lutego 2007 została tam ponownie otwarta synagoga, która służy lubelskiej społeczności żydowskiej oraz licznie odwiedzającym to miasto chasydom i grupom żydowskich turystów. W salach przylegających do synagogi można oglądać wystawę dokumentującą historię jesziwy oraz upamiętniającą postać jej założyciela, rabina Majera Szapiry.
Od jesieni 2013 w gmachu Jeszywas Chachmej Lublin mieści się Hotel Ilan.

## Położenie
Jesziwa została usytuowana u zbiegu ul. Unickiej i ul. Lubartowskiej pod numerem 57 (obecnie 85). Budynek sąsiaduje z dawnym Szpitalem Żydowskim (obecnie pod numerem 81).
W otoczeniu jesziwy znajdowało się przy samej tylko ul. Lubartowskiej aż 10 domów modlitwy (numeracja domów historyczna):
| Nazwa                                             | Właściciel                      | Adres                                  |
| ------------------------------------------------- | ------------------------------- | -------------------------------------- |
| synagoga Chewra Nosim                             | Bractwo pogrzebowe Chewra Nosim | ul. Lubartowska 8                      |
| Prywatny dom modlitwy Majera Gawerca              | Majer Gawerc                    | ul. Lubartowska 10                     |
| Dom modlitwy chasydów z Parczewa                  | Hersz Fogelgarn                 | ul. Lubartowska 13                     |
| Prywatny dom modlitwy Abrama Erlingera            | Abram Erlinger                  | ul. Lubartowska 15                     |
| Dom modlitwy Towarzystwa „Linas haCedek”          | Michel Regenbogen               | ul. Lubartowska 16                     |
| Dom modlitwy chasydów z Radzynia                  | Izrael Godlman                  | ul. Lubartowska 18                     |
| Dom modlitwy chasydów z Kozienic                  | Chaskiel Szyffer                | ul. Lubartowska 22                     |
| Dom modlitwy chasydów z Turzyska na Wołyniu       | Berek Rat                       | ul. Lubartowska 29, róg ul. Wysokiej 4 |
| Dom modlitwy chasydów z Białej                    | Abram i Szyja Rabinowicz        | ul. Lubartowska 30                     |
| Dom modlitwy chasydów z Humania „Tojte Chassidim” | Chaskiel Lewin                  | ul. Lubartowska 34                     |

22 stycznia 2006 roku w jednym z mniejszych pomieszczeń na parterze jesziwy, zaraz po przeniesieniu do odzyskanego budynku biur filii lubelskiej Gminy Wyznaniowej Żydowskiej w Warszawie utworzono tymczasową salę modlitewną, która z założenia, służyła lokalnej społeczności do uroczystego otwarcia odremontowanej synagogi właściwej w dniu 11 lutego 2007.

## Sławni absolwenci
- Pinchas Hirschsprung – naczelny rabin Montrealu
- Yehiel De-Nur (także Dinur) – żydowski pisarz i historyk
- Shmuel Wosner

## Program nauczania
- Repetytorium – Gemara: traktaty Yoma, Pesachim, Beica, Brachot i Szabat
- Miszna: traktaty Tamid i Midot
- Hilchot Beit haBehira z Jad haHazaka l’Rambam
- Hilchot Orach Chaim z Szulchan Aruch